# Éric Sandillon
Éric Sandillon, nacido en 1969, es un artista plástico, director de cine y profesor de artes aplicadas francés.

## Biografía
Él nació en 1969. Reside en París y es agregado de artes aplicadas. En 1998, expuso sus obras en Ámsterdam en la Galería van Gelder.
En 2002, presentó una serie de fotografías en la Galería Martine et Thibault de la Châtre, en el tercer distrito de París. Esta serie se llamaba "Marianne dévoilée". Sandillon expuso en Halle, Alemania, en 2004. En 2005, publicó "Projet louche" con Gallimard, una síntesis de su obra. Ese mismo año, expuso junto a Agnès Varda y Michelangelo Pistoletto y presentó su obra "L'allergie", cuya pieza central es una película de animación que él mismo realizó.
En 2011, una de sus tapicerías se expuso en la Chambre du Dauphin en el Palacio de Versailles. Él enseña Digital y 3D en la École nationale supérieure des arts appliqués et des métiers d'art (ENSAAMA). En 2016, participó en la jornada de estudios "Critique du réseau" en el Institut National d’Histoire de l’Art (INHA).
En 2017, su tapicería "Sans limite de stock" se expone en la manufactura de Beauvais para las Jornadas Europeas de Patrimonio. El Fonds régional d'art contemporain (FRAC) posee una parte de sus obras, al igual que el Mobilier national.
En 2018, es exhibido junto a artistas como Henri Matisse, Joan Miró, Le Corbusier y Raymond Hains en el Museo de Artes Decorativas y Diseño de Riga, Letonia. Esta exposición, llamada "Colour of Gobelins. Contemporary Gobelins from the 'Mobilier national' collection in France", tiene lugar durante la sexta edición del arte textil de Riga..

## Análisis de la obra
La obra de Éric Sandillon se caracteriza por el enfoque en la indumentaria y el uso de la ropa como medio de difusión de información. Una de sus obras, "Sans limite de stock", es representativa de la incursión de la informática en el arte en la década de 2000 y aborda temáticas relacionadas con las nuevas tecnologías, como el clonaje. En este contexto, Louis Surreaux declara sobre ella:
"En la obra de Éric Sandillon, 'Sans limite de stock', la imagen de colores vivos hace referencia a la manipulación genética, a la creación de una nueva forma de vida por mano del hombre. [...] Los dibujos coloridos en plano se traducen en formas pixeladas, como surgidas de la informática. [...] El uso de colores vivos sitúa esta tapicería en la dimensión del panel publicitario, medio de comunicación por excelencia."

## Obras
- Projet Louche, Gallimard, Paris, 2005